# Великая Белка
Великая Белка (укр. Велика Білка) — село в Лановецкой городской общине Кременецкого района Тернопольской области Украины.
До 2020 года входило в Лановецкий район.
Код КОАТУУ — 6123884403. Население по переписи 2001 года составляло 180 человек.

## Географическое положение
Село Великая Белка находится на левом берегу реки Пискарка, которая через 1 км впадает в реку Жирак
выше по течению на расстоянии в 2 км расположено село Влащинцы,
ниже по течению примыкает село Малая Белка.
Через село проходит железная дорога, станция Билка.

## История
- 1430 год — дата основания.

## Объекты социальной сферы
- Школа I ст.

## Достопримечательности
- Братская могила советских воинов.